# Lamsenspitze
Die Lamsenspitze ist ein 2508 m ü. A. hoher Berg im Karwendel in Tirol. Sie hat eine markante Ostwand, die sich über der Lamsenjochhütte (1953 m ü. A.) erhebt, ist aber von der Südseite recht einfach zu erreichen (Drahtseilsicherungen). In der Ostwand ist ein Klettergarten eingerichtet.
Auf den Gipfel führt als Normalweg von der Lamsenjochhütte über die Lamsscharte und östlich der Turnerrinne ein Klettersteig (der Gipfel-Klettersteig wurde wegen erheblicher Steinschlaggefahr zur Saison 2019 auch im unteren Bereich vollständig aus der Rinne in die Felsen verlegt, was die Schwierigkeit etwas erhöht (A/B, Stelle B/C). Eine Alternative zum Aufstieg zur Lamsscharte stellt die Variante Brudertunnel (auch Lamstunnel) dar, ein mittelschwerer Klettersteig (bis C); Steinschlaggefahr). Die Lamsenjochhütte kann aus dem Falzthurntal bei Pertisau, dem Stallental bei Vomp oder dem Großen Ahornboden, der Eng aus, erreicht werden.
Der Aufstieg von Süden aus dem Vomper Loch und durch das Zwerchloch zum Ausgang des Brudertunnels und dann weiter auf dem Normalweg ist ebenfalls möglich.
Häufig begangen wird auch die Kletterroute über die Nordostkante (IV).
Auf dem Gipfel steht ein kleines Gipfelkreuz, auf dem östlichen Vorgipfel ein zweites Kreuz, das man von der Lamsenjochhütte sieht.